# Zdolšek
Zdolšek je  priimek več znanih Slovencev:
- Franc Zdolšek (1898-1969), župan Šentjurja 1936-1941
- Franc Zdolšek (1924-2006), dekan mariborskega stolnega kapitlja, kanonik in prelat

- Franc Zdolšek (*1959), politik, župan Laškega
- Irena Zdolšek (*1985), citrarka
- Josip Zdolšek (1876-1932), pravnik, sodnik, publicist
- Marija Rep (r.  Zdolšek) (*1938), farmacevtka
- Rudolf Zdolšek (1881-1916), sadjar
- Stojan Zdolšek, odvetnik